# Monopelopia boliekae
Monopelopia boliekae är en tvåvingeart som beskrevs av Beck 1966. Monopelopia boliekae ingår i släktet Monopelopia och familjen fjädermyggor. Inga underarter finns listade i Catalogue of Life.